# 곽규석
곽규석(Kay Kwark, 1927년 11월 22일 ~ 1999년 8월 31일)은 대한민국의 희극인, 목사이다.

## 개요
경기도 안성에서 출생한 그는 1957년에 영화 《후라이보이 박사 소동》을 촬영하였다. 1992년에는 한마음교회 원로목사가 되었다가, 미국 뉴욕 한국 기독교 방송국 국장이 되었다. 향년 70세인 1999년에 지병인 췌장암으로 뉴욕에서 사망했다.

## 경력

### 연예인 활동
1948년 연극배우 첫 데뷔하였고 이듬해 1949년 테너 성악가 데뷔한 그는 '후라이 보이'라는 예명으로 활동하며 1950~70년대 대한민국 코미디계를 이끌었고 텔레비전 프로그램 진행자로도 이름을 떨쳤다.
공군 군악대에서 활동하던 시절이었던 지난 1951년 우연찮게 서울 명동의 은성 뮤직 살롱에 출연한 것을 시작을 계기로 군 전역 이후 1956년 일반 극장 무대에 진출했다. 그는 성대모사와 원맨쇼의 개척자로 꼽혔으며 '막둥이' 구봉서와 콤비를 이루어 1970년대 텔레비전 코미디의 전성기를 이끌었다. 1957년 〈후라이 보이 아워〉·〈다이얼 Y를 돌려라〉·〈군 위문 열차〉 등 라디오 프로그램을 진행하고 영화 〈후라이 보이 박사 소동〉에 출연했다. 그는 해박한 지식과 능숙한 언어 구사 능력을 갖춘 방송 사회자로 더 유명했다. 1964년부터 동양방송(TBC)의 〈쇼쇼쇼〉를 11년간 진행한 것을 비롯해 한국방송(KBS)의〈전국노래자랑〉, 문화방송(MBC)의 〈청춘 만세〉·〈토요일 토요일 밤에〉 등 많은 프로그램을 이끌면서 명성을 떨쳤다.

### 목회 활동
1970년대 초 직접 설립한 광고회사가 부도나면서 어려움에 처하자 신앙 생활을 시작했고, 동료 연예인들과 서울에 연예인 교회를 세웠다. 1982년 한국방송공사(KBS)의 〈백분 쇼〉 진행을 끝으로 대한민국에서의 연예 활동을 접고 미국 뉴욕으로 건너가 신학 공부를 한 뒤 1984년 세례교회 목사 안수를 받았다. 그 후 1992년 뉴욕의 한마음세례교회에서 원로목사로서 활동하였고, 한국기독교방송국 국장을 역임하였다. 1989년 서울 잠실체육관에서 열린 '곽규석 목사 초청 연합전도대성회' 참석차 고국을 방문하는 등 선교 활동에도 힘을 쏟았다.